# Naman Keïta
Naman Keïta (ur. 9 kwietnia 1978 w Paryżu) – francuski lekkoatleta, płotkarz, medalista olimpijski i mistrz świata.
Indywidualne sukcesy odnosił przede wszystkim na dystansie 400 metrów przez płotki:
- brązowy medal podczas letnich igrzysk olimpijskich (Ateny 2004)
- 1. miejsce podczas Pucharu Europy w lekkoatletyce (Florencja 2005)
- 1. miejsce podczas Pucharu Europy w lekkoatletyce (Málaga 2006)

Wiele międzynarodowych sukcesów odniósł będąc członkiem francuskiej sztafety 4 × 400 metrów:
- 3. miejsce podczas mistrzostw Europy w lekkoatletyce (Monachium 2002)
- 1. miejsce podczas mistrzostw świata w lekkoatletyce (Paryż 2003)
- 1. lokata na superlidze Pucharu Europy (Malaga 2006)
- 1. miejsce podczas mistrzostw Europy w lekkoatletyce (Göteborg 2006)

Podczas finałowego biegu w sztafecie 4 × 400 m na mistrzostwach świata w lekkoatletyce (Paryż 2003) Leslie Djhone,  Keïta, Stéphane Diagana oraz Marc Raquil ustanowili do dziś aktualny rekord Francji (2:58,96). Keïta został przyłapany na stosowaniu dopingu przed mistrzostwami świata w lekkoatletyce w Osace w 2007, została na niego nałożona kara dwuletniej dyskwalifikacji która minęła 31 sierpnia 2009.

## Rekordy życiowe
- bieg na 400 metrów - 45,74 s (3 kwietnia 2004, Dakar)
- bieg na 400 metrów przez płotki - 48,17 s (23 lipca 2004, Paryż)
- bieg na 300 metrów – 33,01 (2004)